# D 696 (Türkei)
Die Straße D 696 (Devlet yolu 696) ist eine 87 km lange Straße in der Türkei. Sie verbindet Konya mit Seydişehir.

## Verlauf
Die Straße setzt im Süden von Konya die die Stadt größtenteils umgehende D 330 an der Abspaltung der D 715 fort und führt zunächst bis zu dem Dorf İnlice nach Westen. Dann führt sie in südöstlicher Richtung bis nach Seydişehir weiter, wo sie an der D 695 endet.